# Hradiště na Písku
Hradiště na Písku je vesnice, část obce Staré Hradiště v okrese Pardubice. Nachází se asi 1 km na sever od Starého Hradiště. Prochází zde silnice II/324. V roce 2009 zde bylo evidováno 75 adres. V roce 2001 zde trvale žilo 141 obyvatel.
Hradiště na Písku leží v katastrálním území Brozany nad Labem o výměře 5,12 km2.